# Сайдик, Мартин
Мартин Сайдик (нем. Martin Sajdik; 14 января 1949, Вена) — австрийский дипломат, постоянный представитель Австрии при Организации Объединённых Наций с 2012 года. С 22 июня 2015 Специальный представитель председателя ОБСЕ в составе Трёхсторонней контактной группы по реализации мирного плана на востоке Украины.

## Биография
Изучал право в Венском университете (1967—1971), международное право в Московском университете (1972—1973) и международные отношения в Университете Джонса Хопкинса (1973—1974).
Поступив на австрийскую дипломатическую службу в 1975 году, занимал должности в различных отделах Министерства иностранных дел в 1978 года. С 1978 по 1980 — второй секретарь Постоянного представительства Австрии при Отделении Организации Объединённых Наций в Женеве. С 1980 по 1985 годы он работал в Посольстве Австрии в Москве советником и пресс-атташе.
Сайдик был руководителем пресс-департамента Комиссии по безопасности и сотрудничеству в Европе в Вене (1986 — 1987), главой Представительства австрийского банка Creditanstalt-Bankverein в Москве (1987 — 1989) и советником и заместителем главы миссии в посольстве Австрии в Москве (1989 — 1991).
С 1994 по 1997 год возглавлял Департамент по управлению имуществом. Ранее (1991-1994) работал в австрийской строительной компании Maculan Group директором по международному бизнесу в Maculan Holding. Он также был членом Совета директоров Maculan International GmbH и генеральным директором совместного предприятия в Якутске.
С 2003 по 2007 год Сайдик работал генеральным директором по экономическим вопросам и европейской интеграции в Министерстве иностранных дел. С 1997 по 2003 год был начальником отдела расширения Европейского Союза, торговли, торговых отношений за пределами ЕС и Центральной Азии .
Сайдик работал послом Австрии в Китае, Монголии и Корейской Народно-Демократической Республике с 2007 года.
Женат, имеет четверых детей. Свободно владеет английским, русским, французским и итальянским языками.